# Симоненко Іван Петрович
Іван Петрович Симоненко (нар. 17 лютого 1957, село Короп'є, тепер Козелецького району Чернігівської області) — політичний діяч, співголова «Русского блока», старший викладач кафедри менеджменту на виробництві Чернігівського інституту регіональної економіки і управління, кандидат політологічних наук (1996). Народний депутат України 2-го скликання.

## Біографія
У 1972—1976 роках — студент Київського технікуму радіоелектроніки.
У 1976—1978 роках — інженер Причернігівської виробничої бази «Комунар» Чернігівської області. У 1978—1980 роках — служба в Радянській армії. У 1980—1984 роках — інженер Причернігівської виробничої бази «Комунар» Чернігівської області.
У 1984—1989 роках — студент філософського факультету Київського державного університету імені Тараса Шевченка. Член КПРС.
У 1989 році — вчитель історії середньої школи № 10 міста Чернігова.
У 1989—1991 роках — інструктор, завідувач сектору, консультант Новозаводського районного комітету КПУ міста Чернігова і Чернігівського міського комітету КПУ.
З 1991 року — аспірант Київського державного університету імені Тараса Шевченка. З 1992 року — старший викладач кафедри менеджменту на виробництві Чернігівського інституту регіональної економіки і управління. Член Партії праці.
Народний депутат України 2-го демократичного скликання з .04.1994 (2-й тур) до .04.1998, Новозаводський виборчий округ № 440, Чернігівська область. Голова підкомітету з питань підприємництва Комітету з питань економічної політики та управління народного господарства. Член депутатської фракції МДГ, з 1996 року був головою депутатського об'єднання «Союз».
У 1996 році захистив кандидатську дисертацію «Формування і зміна політичної парадигми».
З квітня 1997 по червень 2009 року — голова партії «Русско-український союз» (РУСЬ).
З 1999 року — голова блоку «Возрождение Родины». З 2001 року — співголова «Русского блока». З грудня 2002 до 2005 року — секретар Всеукраїнського об'єднання «Спадкоємців Богдана Хмельницького». З 2005 року — співголова виборчого блоку Наталії Вітренко «Народна опозиція».